# Brüssow
Brüssow er en by i Brandenburg i det nordøstlige Tyskland. Byen har 2.262 indbyggere (2006).

## Transport
- veje til Löcknitz, Prenzlau og Penkun

## Turisme

### Seværdigheder (by)
- Kirke (13. århundrede) i centrum
- Museer
- bymur

## Venskabsbyer
- Salzkotten (Tyskland)

## Byer ved Brüssow
- Penkun (Tyskland)
- Prenzlau (Tyskland)
- Gartz (Oder) (Tyskland)
- Pasewalk (Tyskland)
- Togelow (Tyskland)
- Vierraden (Tyskland)
- Schwedt (Tyskland)
- Gryfino (Polen)
- Szczecin (Polen)
- Police, Polen

## Landsbyer ved Brüssow
- Sommersdorf
- Krackow
- Bergholz